# Delphine Atangana
Delphine Bertille Atangana (* 16. srpna 1984, Yaoundé) je kamerunská sprinterka, která se specializuje na běh na 100 m.

## Kariéra
Na Hrách Commonwealthu v roce 2006 vyhrála v závodu v běhu na 100 metrů bronzovou medaili a v závodu na 200 metrů skončila sedmá. Startovala také na olympijských hrách v roce 2004 v Athénách a v roce 2012 v Londýně, na Mistrovství světa v atletice v roce 2005 v Helsinkách a v roce 2011 v Tegu či na Halovém mistrovství světa v atletice v roce 2008 ve Valencii a v roce 2012 v Istanbulu. Na žádné z těchto akcí však nepostoupila do finálového běhu. Na Afroasijských hrách v roce 2003 vyhrála zlatou medaili v běhu na 200 m.

### Osobní rekordy
Svého osobního rekordu v běhu na 100 m dosáhla v říjnu 2003 v Abudži. Tehdy zaběhla čas 11,24 sekundy. Svého osobního rekordu v běhu na 200 m dosáhla v říjnu 2003 v Abudži, kdy zaběhla čas 23,27 sekundy. V únoru 2006 v Aubière si zaběhla svůj osobní rekord v běhu na 60 m, když trať dokončila v čase 7,19 sekundy. Je také držitelkou národního rekordu v závodu ve štafetě 4 x 400 metrů s časem 3:27,08 minuty, kterého dosáhla společně s kamerunskými běžkyněmi Mireille Nguimgo, Carole Kaboud Mebam a Hortense Béwouda. Tohoto úspěchu dosáhly na Mistrovství světa v atletice v roce 2003 v Paříži.

### Mezinárodní výsledky
| Rok  | Soutěž                        | Město        | Umístění | Disciplína | Čas     |
| ---- | ----------------------------- | ------------ | -------- | ---------- | ------- |
| 1997 | Frankofonní hry               | Antananarivo | 1.       | 4 x 400 m  | 3:34,40 |
| 2003 | Mistrovství světa v atletice  | Paříž        | 7.       | 4 × 400 m  | 3:27,08 |
| 2003 | Afro-asijské hry              | Hajdarábád   | 3.       | 100 m      | 11,49   |
| 2003 | Afro-asijské hry              | Hajdarábád   | 1.       | 200 m      | 23,37   |
| 2004 | Mistrovství Afriky v atletice | Brazzaville  | 3.       | 4 × 400 m  | 3:30,77 |
| 2006 | Hry Commonwealthu             | Melbourne    | 3.       | 100 m      | 11,39   |
| 2008 | Mistrovství Afriky v atletice | Addis Abeba  | 3.       | 100 m      | 11,46   |
| 2010 | Mistrovství Afriky v atletice | Nairobi      | 2.       | 4 × 100 m  | 44,90   |
| 2010 | Hry Commonwealthu             | Nové Dillí   | 3.       | 100 m      | 11,48   |
| 2011 | Africké hry                   | Maputo       | 3.       | 4 × 100 m  | 45,00   |